# 郡山インター線
郡山インター線（こおりやまいんたーせん）は、福島県郡山市中心部と東北自動車道郡山インターチェンジ付近を結ぶ都市計画道路である。

## 概要
市内中心部の東部幹線や内環状線交差点と東北自動車道郡山インターチェンジ付近の国道49号愛宕前交差点を結ぶ。また全区間にわたり郡山市道1-36号伊賀河原西柳作線に指定されている。将来的には福島県道55号郡山矢吹線に至る予定。
計画延長4.7kmで、このうち内環状線から郡山インターチェンジへのアクセスに必要な国道49号までの区間が1990年代までに開通した。残りの部分は区画整理事業等と合わせて工事が進められ、2010年頃までに全体の76%に当たる約3.6kmが開通している。
郡山市の都市交通戦略では骨格幹線道路に位置付けられ、工事中の一部区間などを除くほぼ全線が片側2車線化されている。

## 歴史
1973年（昭和48年）、東北自動車道が郡山インターチェンジまで開通したが、当時から1990年代までは郡山市中心部と郡山インターチェンジを結ぶ幹線道路は国道49号しかなく、事故や渋滞の際の迂回路がなかった。このため、うねめ通りから喜久田町付近までは片側2車線化が進められたが、朝や夕方には渋滞が発生していた。そこで、迂回路の確保や交通量の分散のため、この道路の計画が進められた。
1997年（平成9年）に内環状線交差点から国道49号愛宕前交差点までの区間が開通し、郡山インターチェンジまでのアクセスに利用できるようになった。
現在は内環状線交差点から東側への延伸工事が、伊賀河原地区の土地区画整理事業と合わせて進められている。また、西側については将来、現在の終点からさらに西に延伸し、福島県道55号郡山矢吹線に接続する予定。

## 交差する道路
- 東部幹線（予定）
- 内環状線
- 国道4号（あさか野バイパス）
- 国道49号
- 福島県道55号郡山矢吹線（予定）

## 沿線
- ヒュンダイ福島
- 西部自動車学校
- LIXIL郡山ショールーム
- 福島県赤十字血液センター郡山供給出張所
- タカラスタンダード郡山ショールーム
- TOTO郡山ショールーム
- クリナップ郡山ショールーム
- 郡山庭球場
- 日本電産コパル郡山事業所